# Herb Brooks Arena
Le Herb Brooks Arena, une des trois surfaces de glace du Centre olympique, est une aréna multi-usages de 7 700 places située à Lake Placid dans l'État de New York aux États-Unis.
Cette surface est construite pour les Jeux olympiques d'hiver de 1980.

## Histoire

### Les Jeux olympiques
La 1932 Rink – Jack Shea Arena, également dans le Centre Olympique, est la première aréna intérieure utilisé pour les Jeux olympiques d'hiver. Pour les Jeux de 1932, elle accueillie les épreuves de patinage artistique et six des douze matchs de hockey sur glace.
La 1980 Rink – Herb Brooks Arena, quant à elle, accueille diverses épreuves durant les Jeux olympiques d'hiver de 1980 dont le tournoi de hockey sur glace qui voit la victoire des États-Unis 4–3 face à l'Union soviétique dans un match communément appelé le Miracle sur glace. Les épreuves de patinage artistique ont également lieu dans l'aréna durant ces Jeux.
En 2005, pour célébrer le 25e anniversaire de la victoire américaine, l'aréna est nommé du nom de Herb Brooks qui avait entraîné l'équipe américaine durant les Jeux de 1980.

### Autres événements
L'aréna est utilisé à plusieurs reprises pour les championnats universitaires de hockey aux États-Unis. Elle accueille les championnats NCAA de hockey sur glace masculin en 1970, en 1984 et en 1988 qui sont communément appelés le Frozen Four. L'aréna accueille également les championnats NCAA de hockey sur glace féminin en 2007. De 1994 à 2002, elle accueille les championnats de la ECAC Hockey League tous les mois de mars. L'ECAC annonce en juillet 2012 que la ligue couronnera son champion dans le Herb Brooks Arena pour les saisons 2013–14, 2014–15 et 2015–16.
En patinage artistique, la salle accueille à six reprises le Skate America pour les éditions 1979 (comme évènement pré-olympique), 1981, 1982, 2009, 2017 et 2025.